# Фонтенмор
Фонтенмор је насеље у Италији у округу Долина Аосте, региону Долина Аосте.
Према процени из 2011. у насељу је живело 121 становника. Насеље се налази на надморској висини од 767 м.

## Становништво
Према резултатима пописа становништва 2011. у општини је живело 449 становника.
| 1951. | 1961. | 1971. | 1981. | 1991. | 2001. | 2011. |
| ----- | ----- | ----- | ----- | ----- | ----- | ----- |
| 804   | 694   | 529   | 480   | 425   | 412   | 449   |